# Bahnhof Morioka
Der Bahnhof Morioka (japanisch 盛岡駅 Morioka-eki) befindet sich in Morioka in der Präfektur Iwate. Der Bahnhof ist ein wichtiger Eisenbahnknotenpunkt.

## Linien
Morioka wird von den folgenden Linien bedient:
- JR East Tōhoku-Shinkansen
- JR East Akita-Shinkansen
- JR East Tōhoku-Hauptlinie
- JR East Tazawako-Linie
- JR East Yamada-Linie
- IGR Iwate-Galaxy-Bahnlinie

## Nutzung
Im Jahr 2006 nutzten im Durchschnitt täglich 17.956 Personen die JR-Linie.

## Geschichte
Am 1. November 1890 wurde der Bahnhof von der ersten privaten Eisenbahngesellschaft Japans, der Nippon Tetsudō, eröffnet.